# George Gordon (Lord Haddo)
Pour les articles homonymes, voir George Gordon.
George Gordon, Lord Haddo (28 janvier 1764 - 2 octobre 1791) est un franc-maçon écossais et le fils aîné de George Gordon (3e comte d'Aberdeen).

## Famille
Le 18 juin 1782, il épouse Charlotte Baird, une sœur de David Baird (1er baronnet) (en), et ils ont sept enfants.
- George Hamilton-Gordon (1784-1869), plus tard 4e comte d'Aberdeen et premier ministre du Royaume-Uni (1852-1855)
- William Gordon (1784-1858), homme politique et vice-amiral
- Alexander Gordon (1786-1815), lieutenant-colonel, tué à Waterloo
- Alice Gordon (1787-1847), élevée au rang de fille de comte en 1813, Dame de compagnie de Sophie de Gloucester, mourut non mariée.
- Charles Gordon (1790-1835), soldat
- Robert Gordon (diplomate) (1791–1847), diplomate
- John Gordon (1792-1869), officier de marine

Il est grand maître de la Grande Loge d'Écosse de 1784 à 1786. Il est mort avant son père en 1791 et à la mort de ce dernier en 1801, le comté passe au fils aîné d'Haddo, George.
Haddo Peak dans les Rocheuses canadiennes est nommé en son honneur.